# Radoš Bulatović
Radoš Bulatović (in serbo Радош Булатовић?; Vrbas, 5 giugno 1984) è un ex calciatore serbo, di ruolo difensore.